# Otto Stage
Otto Stage (* 26. Jänner 1866 in Villach; † 4. Oktober 1930 ebenda) war ein österreichischer Unternehmer und Politiker (GDVP). Von 1919 bis 1920 bekleidete er das Amt des Villacher Bürgermeisters. 

## Biographie
Otto Stage wuchs in Villach auf, wo er in der Firma seines Vaters eine Malerausbildung absolvierte. Nach seinem Militärdienst beim 7. Infanterieregiment hielt er sich in München auf, wo er an der Akademie studierte. Nach dem Tod seines Vaters 1894 kehrte er nach Villach zurück und übernahm dessen Betrieb, welcher zu seinen besten Zeiten rund 150 Mitarbeiter beschäftigte. Parallel führte er die von seinem Vater gegründete Gewerbliche Vorschusskasse (ein Kreditinstitut), erlitt jedoch in der Krisen der Zwischenkriegszeit große Verluste. 1895 heiratete er Fanni (geb. Galler), das Paar hatte fünf Kinder (zwei Söhne und dreit Töchter), darunter einen gleichnamigen, als Bankier und Obmann der Villacher Fremdenverkehrskommission tätigen und ebenfalls politisch aktiven Sohn.
Stages kommunalpolitische Karriere begann mit seiner Wahl in den Gemeindeausschuss im April 1899, seit 1902 bekleidete er das Amt eines Gemeinderates. 1915 meldete der bereits 49-jährige Stage sich für den Dienst bei den Kärntner Freiwilligen Schützen, wo er zu Kriegsende den Rang eines Hauptmannes bekleidete. Knapp vor Ende des Weltkrieges kehrte er nach Villach zurück, wo er Erster Stellvertreter von Bürgermeister Richard Strobl wurde. Nachdem Strobl das Amt niedergelegt hatte, wurde Otto Stage am 20. Oktober 1919 in Abwesenheit (er war geschäftlich in München) zum Bürgermeister gewählt. Er hatte das Amt jedoch nur ein knappes Jahr inne und wurde im September 1920 von Gustav Pomaroli abgelöst, verblieb jedoch als Gemeinderat aktiv. Politisch stand Stage dem Dritten Lager nahe. Während seiner Amtszeit als Bürgermeister etablierte sich die Großdeutsche Volkspartei, in deren Regionalausschuss Stage sich nach seinem Ausscheiden aus dem Bürgermeisteramt betätigte.
Neben seinem gemeindepolitischen Engagement vertrat Otto Stage seinen Berufsstand in zahlreichen gewerblichen Verbänden und Genossenschaften, außerdem war er für die Österreichische Nationalbank als Zensor tätig. Seit 1883 war er Mitglied des Deutschen Turnerbundes in Villach, er war 25 Jahre dessen Obmann seit 1914 Ehrenobmann und auch Mitglied im Südösterreichischen Gauturnrat. Während des Kärntner Abwehrkampfes leitete Stage die Ortsgruppe Villach des Kärntner Heimatdienstes und hatte großen Anteil an der Gründung der lokalen Gruppe des Heimatschutzverbandes. Er starb im Oktober 1930 an den Folgen einer Diabeteserkrankung.